# Pedro Halffter
Pedro Halffter (* 1971 in Madrid) ist ein deutscher Dirigent und Komponist.

## Leben
Halffter besuchte von 1985 bis 1990 bis zu seinem Abitur das Internat Schloss Salem. Anschließend studierte er Dirigieren u. a. in Wien und Komposition in New York.
Von 2001 bis 2004 war Halffter Gastdirigent der Nürnberger Symphoniker. Er ist Künstlerischer Leiter des Teatro de la Maestranza in Sevilla und seit 2004 Künstlerischer Leiter und Chefdirigent des Orquesta Filarmónica de Gran Canaria. Seine kompositorische Werke wurden unter anderem vom Massachusetts Symphony Orchestra uraufgeführt.
Pedro Halffter ist Mitglied der Real Academia de Bellas Artes de Santa Isabel de Hungría de Sevilla.